# 马颈子镇
马颈子镇，原为八寨乡，是中华人民共和国四川省凉山彝族自治州雷波县下辖的一个乡镇级行政单位。2020年6月，撤销八寨乡、曲依乡和松树乡，设立马颈子镇，以原八寨乡、原曲依乡和原松树乡所属行政区域为马颈子镇的行政区域。

## 行政区划
马颈子镇下辖以下地区：
联拉觉村、瓦扎村、牛龙村、普古洛村、拉巴村、甲谷村和足哈村。